# دابا (گوئیژو)
دابا (به لاتین: Daba) یک منطقهٔ مسکونی در چین است که در Renhuai واقع شده‌است.